# Ampsivarier
Ampsivarier (amsivarier) var enligt Tacitus en av de germanstammar som hörde till de ingaevoniska folken - ingaevoner som bebodde Nordsjökusten mellan Rhen och Elbe. Friser och chauker bodde vid kusten och ampsivarierna söder om dessa vid floderna Ems och Weser och norr om Teutoburgerskogen, liksom fyra andra mindre ingaevonska stammar. De uppgick senare i de större folkstammarna friser eller saxare.